# Elecciones generales de Perú de 1980
Las elecciones generales de Perú de 1980 se realizaron el domingo 18 de mayo de ese año. Se renovó el Poder Ejecutivo y el Poder Legislativo del Perú. Fueron convocadas por el presidente Francisco Morales Bermúdez.
En estas elecciones, Fernando Belaúnde Terry ganó con un 45 % de los votos; siendo electo presidente del Perú por segunda vez y concluyendo así el régimen militar.

## Antecedentes
Tras el golpe de Estado denominado Tacnazo, liderado por Francisco Morales Bermúdez, quien ejerció como primer ministro, en el Gobierno Revolucionario de la Fuerza Armada, contra el gobierno del presidente de facto Juan Velasco Alvarado en 1975, Morales se autoproclama presidente de la República, denominando la Segunda fase como  Proceso Revolucionario de las Fuerzas Armadas.
En 1977, Morales convoca a elecciones para el 18 de junio de 1978, con el objetivo de  conformar una Asamblea Constituyente, dando al país una nueva Constitución, en reemplazo de la Constitución de 1933. Los ciudadanos peruanos eligen a los 100 representantes o diputados constituyentes para conformar dicha Asamblea.
Una vez instala en 1978, Morales convoca a elecciones presidenciales y parlamentarias para 1980, finalizando su mandato y poniendo fin a la dictadura militar dada de 1968, devolviendo la Democracia.

## Historia
Estas fueron las primeras elecciones generales luego de 12 años tras el golpe militar de 1968 liderado por Juan Velasco Alvarado que derrocó al presidente Fernando Belaúnde Terry de Acción Popular (AP), elegido en las elecciones de 1963, e instauró el régimen conocido como Gobierno Revolucionario de la Fuerza Armada.
Las elecciones fueron precedidas por la Asamblea Constituyente de 1978, conformada en las elecciones de ese mismo año, que redactó una nueva Constitución que estableció las bases legales para la transición a la democracia. Pero la Constitución no entraría en vigencia hasta el 28 de julio de 1980, por lo tanto estas elecciones se realizaron con las normas de la Constitución Política de 1933.
Los resultados fueron favorables para Fernando Belaúnde Terry que logró su segundo mandato no consecutivo. Su partido, Acción Popular, se quedó con 26 de 60 senadores y 98 de 180 diputados consiguiendo así una mayoría clara que le facilitaría la gobernabilidad. Por otro lado, el Partido Aprista Peruano (APRA) había perdido a su histórico líder Víctor Raúl Haya de la Torre, quien falleció el 2 de agosto de 1979, quedando un vacío político entre sus filas que intentó ser llenado por Armando Villanueva del Campo de la facción más radical y respaldado por el futuro presidente Alan García. El APRA no logró repetir la cantidad de votos de las elecciones de 1978 perdiendo incluso 200 mil, aun así se consolidó como fuerza de peso en la política peruana al lograr 18 senadores y 58 diputados. Luis Bedoya Reyes del Partido Popular Cristiano (PPC) logró grandes éxitos para su partido a pesar de estrellarse en el 9.58% de los votos lejos del 23% de las elecciones constituyentes, el PPC en la práctica formó un gobierno de coalición con Acción Popular (AP).
Fueron las primeras elecciones donde los analfabetos pudieron votar, alcanzando así el sufragio universal.

## Elección de congresistas

### Cámara de Diputados
Para la Cámara de Diputados, se eligen 180 escaños; los escaños se asignan a las circunscripciones, correspondientes a los departamentos del Perú, la provincia de Lima, las demás provincias del departamento de Lima y la provincia constitucional del Callao.
| Circunscripciones                             | Escaños |
| --------------------------------------------- | ------- |
| Lima                                          | 40      |
| La Libertad y Piura                           | 11      |
| Cajamarca y Junín                             | 10      |
| Áncash, Arequipa y Lima Provincias            | 9       |
| Cusco, Lambayeque y Puno                      | 8       |
| Callao y Loreto                               | 7       |
| Ica                                           | 6       |
| Ayacucho y Huánuco                            | 4       |
| Amazonas, Apurímac, Huancavelica y San Martín | 3       |
| Pasco y Tacna                                 | 2       |
| Madre de Dios, Moquegua y Tumbes              | 1       |

### Senado
Para el Senado, se eligen 60 escaños mediante el distrito electoral nacional único.

## Partidos y candidatos
| Partido/Coalición | Partido/Coalición                                     | Candidato Presidencial       | Candidato Presidencial       | 1º Vicepresidente             | 2º Vicepresidente              |
| Partido/Coalición | Partido/Coalición                                     | Foto                         | Nombre                       | 1º Vicepresidente             | 2º Vicepresidente              |
| ----------------- | ----------------------------------------------------- | ---------------------------- | ---------------------------- | ----------------------------- | ------------------------------ |
|                   | Acción Popular                                        | Fernando Belaúnde Terry      | Fernando Belaúnde Terry      | Fernando Schwalb              | Javier Alva Orlandini          |
|                   | Partido Aprista Peruano                               | Armando Villanueva del Campo | Armando Villanueva del Campo | Andrés Townsend               | Luis Negreiros Criado          |
|                   | Partido Popular Cristiano                             | Luis Bedoya Reyes            | Luis Bedoya Reyes            | Ernesto Alayza Grundy         | Roberto Ramírez del Villar     |
|                   | Partido Revolucionario de los Trabajadores            | Hugo Blanco Galdós           | Hugo Blanco                  | Ricardo Napurí Schapiro       | Enrique Fernández Chacón       |
|                   | Unión de Izquierda Revolucionaria                     |                              | Horacio Zeballos Gámez       | Rolando Breña Pantoja         | Ángel Castro Lavarello         |
|                   | Alianza Unidad de Izquierda                           |                              | Leonidas Rodríguez Figueroa  | Jorge del Prado Chávez        | Isidoro Gamarra Ramírez        |
|                   | Acción Política Socialista                            |                              | Gustavo Mohme                | Alfonso Benavides Correa      | Enrique de la Cruz Hernández   |
|                   | Frente Nacional de Trabajadores y Campesinos          |                              | Roger Cáceres Velásquez      | Jorge Zevallos Ortiz Ríos     | Julio Arce Catacora            |
|                   | Organización Política de la Revolución Peruana        |                              | Javier Tantaleán Vanini      | Manuel Bossio da Silva        | Ismael Frías Torrico           |
|                   | Movimiento Democrático Peruano                        |                              | Alejandro Tudela Garland     | Javier Ortiz de Zevallos      | Alfredo Corzo Masias           |
|                   | Unión Nacional Odriísta                               |                              | Carlos Carrillo Smith        | María Delgado Romero de Odría | Raúl Beraun Schreiber          |
|                   | Unidad Democrática Popular                            |                              | Carlos Malpica               | Edmundo Murrugarra            | César Lévano                   |
|                   | Movimiento Popular de Acción e Integración Social     |                              | Waldo Fernández Durán        | Víctor Modesto Villavicencio  | Juan Mármol Vásquez            |
|                   | Partido Socialista del Perú                           | Luciano Castillo Colonna     | Luciano Castillo Colonna     | Raúl Torres Fernández         | María Cabredo Ríos de Castillo |
|                   | Frente Obrero Campesino Estudiantil y Popular - Focep | Genaro Ledesma               | Genaro Ledesma               | Manuel Scorza                 | Laura Caller Iberico           |

## Resultados

### Elecciones presidenciales
|  | 45.37 % |

|  | 27.40 % |

|  | 9.57 % |

|  | 3.90 % |

|  | 3.26 % |

|  | 2.84 % |

|  | 2.39 % |

|  | 1.98 % |

|  | 1.48 % |

|  | 0.44 % |

|  | 0.43 % |

|  | 0.28 % |

|  | 0.24 % |

|  | 0.23 % |

|  | 0.21 % |

Belaúnde logró su segundo mandato, sin necesidad de segunda vuelta o balotaje, porque la Constitución —recién promulgada— estipulaba que la primera elección bajo su mandato se definiría por mayoría simple. En el Congreso de la República, se alió nuevamente con el Partido Popular Cristiano de Luis Bedoya Reyes para llevar a cabo un "buen gobierno".

### Elecciones parlamentarias
Acción Popular, que ganó la elección presidencial, obtuvo un buen número de representantes en las dos cámaras. El Partido Aprista Peruano obtuvo la segunda fuerza en las dos cámaras en el Congreso. El Partido Popular Cristiano obtuvo la tercera fuerza en las dos cámaras en el Congreso ,además firmaron una alianza con el partido Acción Popular para construir un "buen gobierno". Las seis fuerzas de izquierdas obtuvieron juntas apenas 10 senadores y 14 diputados

#### Senado
|  | 40,91 % |

|  | 27,61 % |

|  | 9,36 % |

|  | 4,55 % |

|  | 3,98 % |

|  | 3,52 % |

|  | 3,50 % |

|  | 2,24 % |

|  | 1,68 % |

|  | 2,65 % |

|  | 78.64 % |

|  | 7.66 % |

|  | 13.70 % |

|  | 100 % |

#### Cámara de Diputados
|  | 39,56 % |

|  | 26,99 % |

|  | 9,18 % |

|  | 4,67 % |

|  | 4,07 % |

|  | 3,90 % |

|  | 3,67 % |

|  | 2,38 % |

|  | 5,58 % |

|  | 78.41 % |

|  | 8.16 % |

|  | 13.44 % |

|  | 100 % |